# Ordre de Saint-Lazare de Jérusalem
« Lazarite » redirige ici. Ne pas confondre avec Congrégation de la Mission.
Ne doit pas être confondu avec Ordre militaire et hospitalier de Saint-Lazare.
L'ordre de Saint-Lazare de Jérusalem, ou ordre des hospitaliers de Saint-Lazare de Jérusalem, est un ordre hospitalier fondé à Jérusalem aux XIe ou XIIe siècle pour accueillir les pèlerins atteints de la lèpre. Il ouvre ses portes aux croisés et chevaliers lépreux pendant les croisades nommés Lazarites. Certains de ses chevaliers lépreux participent à la défense des États latins d'Orient. Après la perte de la Terre sainte, l'ordre se regroupe en France autour de son grand maître à la commanderie de Boigny-sur-Bionne jusqu'à la confiscation de tous ses biens en France à la Révolution. Il subit bien des aléas du fait de ses protecteurs jusqu'au moment où Louis XVIII dilapide les derniers biens restants pendant son exil. Aujourd’hui encore, on continue à célébrer les chevaliers de Saint-Lazare à Boigny-sur-Bionne.

## Les origines de l'ordre
Les historiens ne disposent d'aucun document permettant de décrire la création de l'ordre de Saint-Lazare de Jérusalem. En 1099, les armées croisées de Godefroy de Bouillon s'emparent de Jérusalem. S'il est fait alors mention des Hospitaliers de Saint-Jean, à qui Godefroy de Bouillon fait don de terre pour avoir soigné les croisés, il n'est toujours pas fait état des hospitaliers de Saint-Lazare.
La première mention de l'ordre de Saint-Lazare trouvée dans des sources date de 1142. La tradition veut que l'hôpital de Saint-Lazare se trouve à l'extérieur de Jérusalem comme d'ailleurs tous les lazarets (mot dérivé de Lazare de Béthanie pour désigner les léproseries) l'étaient à cette époque. Cet hôpital serait alors desservi par des moines régis par la règle de saint Basile le Grand sous la juridiction du patriarche grec-melkite de Jérusalem.
À l’origine, et c’était là leur particularité, seuls des lépreux étaient membres de l’ordre : les lépreux prenaient soin des lépreux. De là vient leur nom de « Lazarites » par référence au « Lazare » de l'Évangile, un mendiant lépreux. Les membres des autres ordres de Terre sainte (les Hospitaliers, Templiers et Teutoniques) atteints de la lèpre devaient quitter leur ordre pour intégrer celui de Saint-Lazare. L'ordre de Saint-Lazare crée des lazarets en Terre sainte comme à Acre mais aussi en Europe.

## L'ordre en Terre sainte
Des chevaliers lépreux, maintenant de Saint-Lazare, arborant la croix verte à la place de l'étoile blanche des Hospitaliers, rouge des Templiers ou noire des Teutoniques, se retrouvent les armes en mains dans les combats de Terre sainte comme pour la prise d'Acre en 1191, la bataille de Gaza en 1244, au combat de Damiette, à la bataille de Mansourah en 1250. C'est en adoptant alors la règle augustinienne que l'ordre est reconnu comme hospitalier par une bulle d'Alexandre IV fulminée le 11 avril 1255. Lorsque la ville d’Acre est perdue lors du siège de Saint-Jean-d'Acre en 1291, confirmant la perte des États latins d'Orient, le maître général de l'ordre, Thomas de Sainville, regroupe les restes de l'ordre sur le royaume de France, lui-même installant le siège de l'ordre à la commanderie de Boigny-sur-Bionne.

## L’ordre en Occident
Une fois chassés de Palestine, les Chevaliers de Saint-Lazare s'installent en France, où ils fondent la commanderie de Boigny, près d'Orléans. Le domaine de Boigny-sur-Bionne aurait été fondé par Louis VII et érigé en domaine royal. Au retour de la deuxième croisade, le roi installe sur le domaine des chevaliers de l'ordre de Saint-Lazare. Après son mariage avec Constance de Castille qui y aurait été célébré en 1154, il cède l'ensemble du domaine à l'ordre qui en fait sa commanderie mère. En Occident, les Lazarites ont une nouvelle vie et les fondations sont très nombreuses durant les XIIIe et XIVe siècles : des commanderies de l’ordre existent alors, en plus de la France, en Angleterre, Écosse, Allemagne, Hongrie, Espagne, Italie, Suisse, Flandres, etc.
Dans le même temps où Philippe le Bel cherche à réduire l'ordre du Temple, il met sous sa garde, en 1308, l'ordre de Saint-Lazare en déclarant le roi de France protecteur héréditaire de l'ordre.
Leur compétence au service des malades est appréciée. Au XVe siècle cependant, l’ordre périclite. En Allemagne, ils sont incorporés à l'ordre de Saint-Jean de Jérusalem en 1498. Au XVIe siècle, l'Ordre perd une grande partie de ses ressources en même temps que des biens importants en Italie, Angleterre, Allemagne et Suisse. En 1534, lorsqu’il rompt avec l'église catholique, Henri VIII réunit le Prieuré anglais de Burton au domaine royal. En Allemagne et en Suisse, l'Ordre est dépossédé de ses biens par les princes protestants lors de la Réforme.

## L'ordre des Saints-Maurice-et-Lazare en Italie
Le 13 novembre 1572 le pape Grégoire XIII - par la bulle Pro Comissa Nobis - réunit l'Ordre de Saint-Lazare de Jérusalem et l'ordre savoyard de Saint-Maurice, créé en 1434, pour former l’ordre des Saints-Maurice-et-Lazare qui se place sous la protection héréditaire des ducs de Savoie.
Les ducs de Savoie deviennent rois de Piémont-Sardaigne, puis rois d'Italie. Après l'unification italienne l’ordre des Saints-Maurice-et-Lazare devient le premier ordre du mérite du nouveau royaume d'Italie. Les commanderies héréditaires sont abolies et ses membres continuent à entretenir leurs hôpitaux dans le Piémont.
L'Ordre cesse d'être un ordre national à l'établissement de la République italienne. Elle confisque les hôpitaux de l'ordre , dont celui de Turin. Par des statuts en 1996, il se recrée et devient un ordre dynastique non national, reconnu par la république italienne.

## Union de l'ordre avec l'ordre Notre-Dame du Mont-Carmel en France

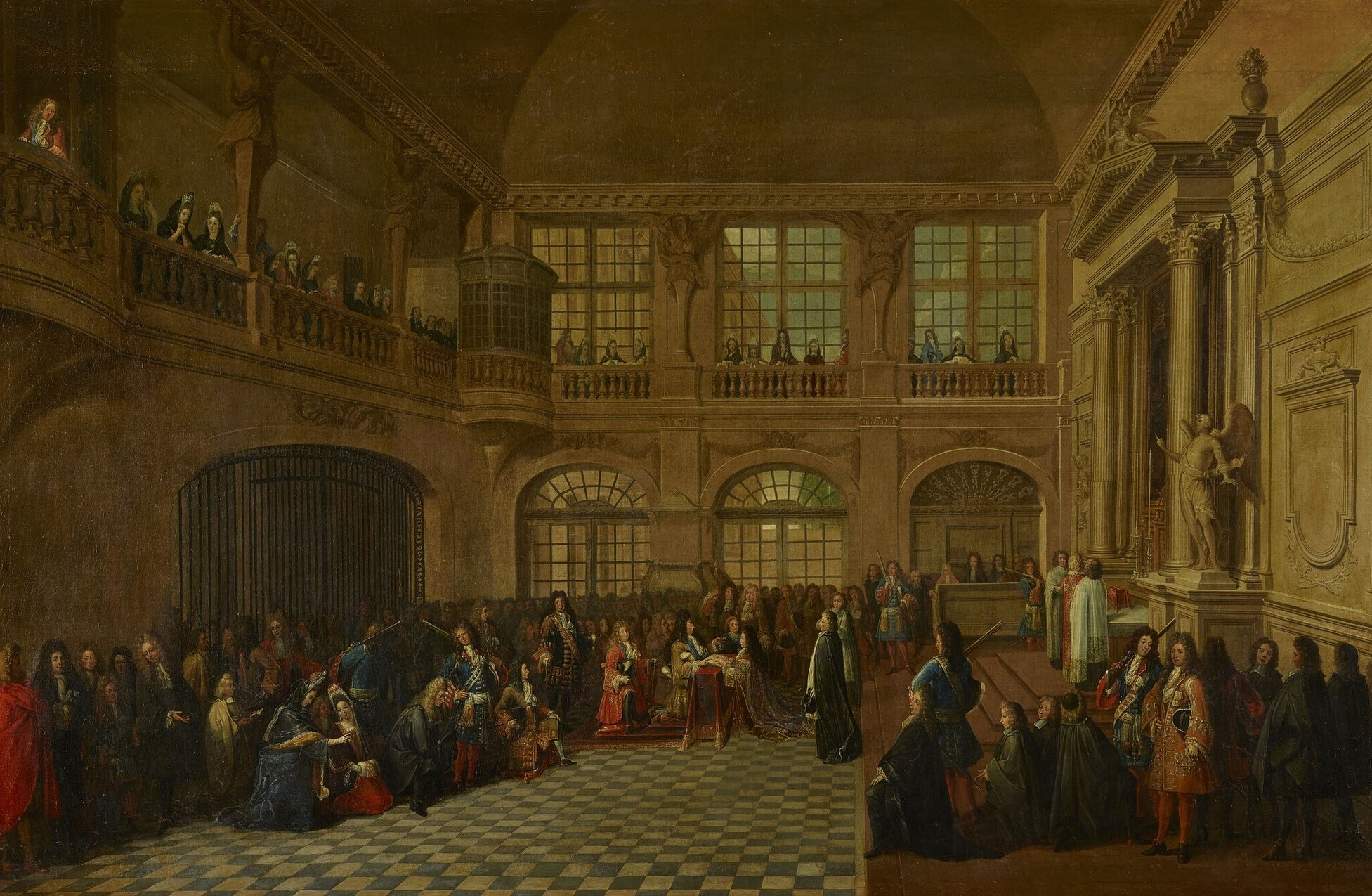
Louis XIV recevant le serment du grand-maître des ordres réunis du Mont-Carmel et de Saint-Lazare le 18 décembre 1695.

En 1607, Henri IV fonde l’ordre de Notre-Dame du Mont-Carmel pour sceller la réconciliation du roi de France, converti au catholicisme en 1593, avec le Saint-Siège. Ainsi cette même année 1607 le pape Paul V unit les chevaliers de Saint-Lazare de Jérusalem aux chevaliers de Notre-Dame du Mont-Carmel, à la prière d'Henri IV, qui en 1608, confie la direction au grand maître de l’ordre de Saint-Lazare, Philibert de Nerestang. Après un refus du pape, l’union est confirmée le 5 juin 1668 par une bulle du cardinal de Vendôme, légat du pape en France.
En 1672, Louis XIV ordonne la réunion à l'ordre de Saint-Lazare et du Mont-Carmel de tous les biens des léproseries de France. C'est alors qu'apparaissent les prétentions des chevaliers de Saint-Lazare, particulièrement en Bretagne où ils réclament le prieuré de Saint-Lazare de Montfort, la chapelle de la Magdeleine de Fougères, et celle de Saint-Antoine de la Houlle à Cancale. Il apparaît qu'originairement l'ordre de Saint-Lazare avait réellement possédé Saint-Lazare de Montfort et la Magdeleine de Fougères. Les prétentions de ces chevaliers, surtout fondées sur l'édit de 1672, ne sont pas de longue durée, car Louis XIV révoque cet édit dès 1693, et unit alors tous les biens des léproseries aux hôpitaux voisins, à la charge pour ces hôpitaux de recevoir les pauvres malades des paroisses où étaient situés ces mêmes biens.
Depuis lors, les deux ordres réunis sont plus soumis à la royauté qu'à la papauté. C'est le roi de France, et non le pape ou même les chevaliers, qui désigne le grand maître conjoint des deux ordres.
La royauté se sert aussi de l'ordre royal de Notre-Dame du Mont-Carmel et de Saint-Lazare de Jérusalem réunis comme d'un ordre de chevalerie avec l'ordre de Saint-Michel. À la création de l'ordre de Saint-Louis en 1693 par Louis XIV, l'ordre royal de Notre-Dame du Mont-Carmel et de Saint-Lazare de Jérusalem est réservé aux personnes de fraîche noblesse, voire à de simples roturiers.
Avec la nomination en 1720 de Louis, duc d'Orléans comme grand maître des ordres réunis (1720-1752), la grande maîtrise n'échappe plus à un prince de sang. Le duc d'Orléans s'attache à redonner aux ordres une plus grande rigueur religieuse en réinstituant une lecture de l’office quotidien tel que le veut la règle. Suit Louis, duc de Berry (1757-1773), futur Louis XVI, qui doit régler un différend avec l’assemblée du Clergé de France au sujet de la capacité pour un ordre essentiellement laïque de recevoir des biens ecclésiastiques. Clément XIV règle le problème avec la bulle Militarium Ordinum Institutio : le pape déclare que les ordres unis de Saint-Lazare et de Notre-Dame-du-Mont-Carmel ne sont plus qualifiés d’ordres religieux, et leur dénie de pouvoir recevoir des dons ou biens ecclésiastiques.
Enfin Louis, comte de Provence (1773-1814), futur Louis XVIII, est le dernier grand maître. Il donne une indépendance à chacun des deux ordres en 1779. C'est par un nouveau règlement du 21 janvier 1779, que le comte de Provence réserve l'ordre de Notre-Dame du Mont-Carmel aux seuls élèves de l’École militaire. Le prieur de la commanderie de Boigny, seigneur de Saint-Lazare, Jérusalem, Bethléem (en Galilée) et Nazareth, est également seigneur de plusieurs maisons et 18 rues à Paris, sises depuis le carrefour de la Pierre-au-Lait jusqu'au cloître Saint-Jacques de la Boucherie, et jusqu'au crucifix Saint-Jacques en revenant audit cloître.

### Déclin de l'ordre

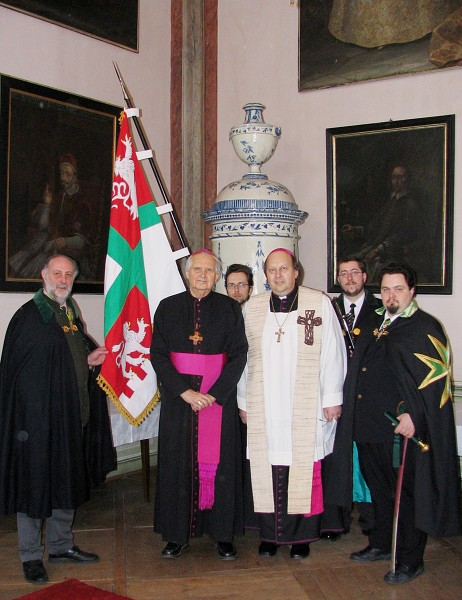
Deux Lazariens avec des évêques catholiques (République tchèque, Litoměřice, 2005)

Après la dernière promotion à l'École militaire en juillet 1787, le comte de Provence ferme l’École en 1788 et supprime l'ordre de Notre-Dame du Mont-Carmel en attribuant par lettres patentes de septembre 1788, ses biens à l'ordre de Saint-Lazare de Jérusalem.
La Révolution précipite la fin de l'ordre de Saint-Lazare quand le gouvernement révolutionnaire confisque tous les biens de l’Ordre en 1791, à commencer par la commanderie magistrale de Boigny-sur-Bionne.
Le comte de Provence part en exil à Coblence, à Kalmar, à Riga et enfin à Mittau d'où il continue de diriger un semblant d’ordre en nommant des chevaliers : le tsar Paul Ier de Russie, grand admirateur des ordres de chevalerie, et son fils le futur tsar Alexandre Ier de Russie (1799), le roi Gustave IV Adolphe de Suède (1808). En 1807, il s'installe en Grande-Bretagne, qui lui verse des fonds tout comme la cour du Brésil, et épuise les derniers biens de l'Ordre pour entretenir la petite cour qui l'entoure.
À son accession au pouvoir en France en 1814 et 1815, Louis XVIII ne porte plus le titre de grand-maître mais celui de protecteur de l'ordre de Saint-Lazare ; il ne nomme pas de grand-maître, mais un administrateur général en la personne de Claude-Louis, duc de La Châtre (1814-1824). À sa mort, la protection de l'ordre revient à Charles X qui laisse la direction de l'ordre à un conseil des officiers. La chute de Charles X retire à l'ordre sa protection juridique. L'ordre n'est plus de droit national, et doit se contenter pour survivre de compter sur la bonne volonté de ses membres
L'Ordre aujourd'hui déploie alors son activité en des œuvres en faveur des chrétiens d'Orient, ou des engagements caritatifs locaux.
Le titre de protecteur est porté par Joseph Absi, patriarche grec melkite catholique d'Antioche et de tout l'Orient, d'Alexandrie et de Jérusalem,.

## Liste des grands maîtres de l’ordre de Saint-Lazare
Le manque de documents sur l'origine de l'ordre ne permet pas de connaître avec certitude les premiers responsable de l'ordre. Une confusion avec les Hospitaliers de Saint-Jean fait attribuer certains de leurs responsables aux Hospitaliers de Saint-Lazare, comme frère Gérard, Boyant Roger ou Raymond du Puy. Une liste dressée par Dorat de Chameulles dans son Armorial des ordres de Notre-Dame du Mont-Carmel et de Saint-Lazare fait débuter la liste des supérieurs de l'ordre en 1234.

### Supérieurs de l'ordre en Terre sainte
- Raynaud de Flory (1234-1254) : les Flory tenaient un rang distingué dans le royaume de Jérusalem, mais leurs origines et leurs armes ne sont pas connues. Vers 1200, un Flory de Fouquerol était prieur de France des Hospitaliers de Saint-Jean.
- Jean de Meaux (1254-1277) : titré précepteur général de l'ordre. Plusieurs membres de cette famille se croisèrent et l'un d'eux escorta de Terre sainte à la Sainte-Chapelle de Paris la Sainte Couronne d'épines du Christ.
- Thomas de Sainville (1277-1312) : titré maître général de l'ordre.

### Supérieurs de l'ordre au royaume de France
- Adam de Veau (1312-1342).
- Jean de Paris (1342-1349).
- Jean de Coaraze, dit fautivement Courras et Couraze (1349-1354/55).
- Jean Le Conte (1354/55-1368).
- Jacques de Besnes alias de Baynes (1368-1384).
- Pierre des Ruaux (1413-1454).
- Guillaume des Mares (1454-1469). En Normandie, province dont ce maître des Hospitaliers de Saint-Lazare était originaire, une famille des Mares de Bellefossé revendique Guillaume pour l'un des siens.
- Jean Le Cornu (1469-1493).
- François d'Amboise (1493-1500), fils aîné de Charles Ier de Chaumont d'Amboise, et neveu d'Emery d'Amboise, grand maître de l'ordre de Saint-Jean de Jérusalem.
- Agnan de Mareuil (1500-1519).
- François de Bourbon, comte de Saint-Pol (1519-1521). Son inscription sur la liste des chefs de l'ordre n'est justifiée que par un acte du 18 juin 1521 le qualifiant commandeur de Boigny. Il appartenait à la branche des Bourbon-Vendôme et c'est par son mariage, en 1535, qu'il devint duc d'Estouteville.
- Claude de Mareuil (1521-1524) : neveu d'Agnan de Mareuil.
- Jean Conti (1524-1557).

### Grands-maîtres de l'ordre en France
- Jean de Levis (1557-1564) : il est mis à la tête de l'ordre en vertu de la bulle Nos igitur de 1489. Prend le titre de grand maître.
- Michel de Sèvre (1564-1578) : chevalier de l'ordre de Saint-Jean de Jérusalem, l'un des plus remarquables grands maîtres de Saint-Lazare avec ses successeurs Salviati et Clermont-Chastes.
- François Salviati (1578-1586) : parent et conseiller de Catherine de Médicis.
- Michel de Sèvre (1586-1593) : en renonçant à sa charge en faveur de Salviati, il s'en était réservé certains droits honorifiques et reprit ses fonctions après la disparition de ce dernier.
- Aymar de Clermont de Chastes (1593-1603) : chevalier de l'ordre de Saint-Jean de Jérusalem, Vice-amiral des mers du Ponant[réf. à confirmer]. Selon certains auteurs, dont Dorat de Chameulles qui le cite dans son armorial, Clermont aurait eu pour successeur immédiat Hugues Catelan de Castelmore dont le magistère fut bref.
- Charles de Gayand de Monterolles (1603-1604) : neveu de Clermont et assumant les fonctions de grand maître dès 1599 d'après Gautier de Sibert.
- Philibert, marquis de Nérestang (1604-1620) : grand-maître de Saint-Lazare puis (1608) des ordres réunis de Saint-Lazare et de Notre-Dame du Mont-Carmel.
- Claude, marquis de Nérestang (1620-1639) : fils du précédent.
- Charles, marquis de Nérestang (1639-1644) : fils du précédent.
- Charles-Achille, marquis de Nérestang (1645-1673) : frère de Charles.
- Michel Le Tellier, marquis de Louvois (1673-1691) : avec le titre de vicaire général jouissant des pouvoirs attachés à celui de grand-maître.
- Philippe de Courcillon, marquis de Dangeau (1693-1720).
- Louis d'Orléans, duc de Chartres, puis duc d’Orléans (1720-1752).
- Louis de France, duc de Berry (1757-1773) : il quitta le grand-magistère en devenant dauphin et fut le roi Louis XVI.
- Louis de France, comte de Provence (1773-1814) : frère du précédent et futur Louis XVIII.

## Commanderie
Liste non exhaustive des commanderies de l'ordre :
- Aigrefeuille, à Bâgé-la-Ville.
- Commanderie d'Amboise.
- Commanderie de Touraine à Vouvray.
- Commanderie de Lutèce.
- Commanderie de Boigny-sur-Bionne.
- Commanderie de Bourgogne.
- Commanderie d'Île-de-France.
- Commanderie de Saint-Gilles.
- Commanderie de Touraine et Comté de Blois.

## Héraldique

Armoiries de l'ordre.